# James Barnes (Komponist)

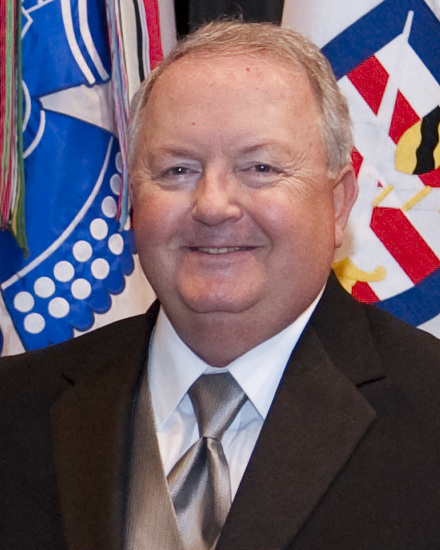
James Barnes (2011)

James Charles Barnes (* 9. September 1949 in Hobart, US-Bundesstaat Oklahoma, USA) ist ein US-amerikanischer Komponist.

## Leben
Nach Studien in Komposition und Musiktheorie an der Universität von Kansas erwarb er 1974 den Bachelor of Music und 1975 den Master of Music. Er studierte privat Dirigieren bei Zuohuang Chen. 1977 wurde er Dozent an der Universität von Kansas, wo er Instrumentation, Komposition und Blasorchester-Geschichte unterrichtete. Seit 2015 befindet er sich im Ruhestand.
James Charles Barnes ist auch Tubist und trat mit bekannten Orchestern in den USA auf.
Seine Kompositionen sind weit verbreitet und werden häufig in den Vereinigten Staaten von Amerika, Europa, Japan, Taiwan und Australien aufgeführt. Das Tōkyō Kōsei Wind Orchestra hat bisher drei CDs mit Werken von James Barnes eingespielt. 1978 (für Symphony op. 35) und 1981 (für Visions macabre) wurde er mit dem Sousa/ABA/Ostwald Award der American Bandmasters Association ausgezeichnet.
Im März 2013 begleitete James Barnes das Bishop Ireton Symphonic Wind Ensemble bei einer Konzerttournee nach Bayern, um dort die Uraufführung seiner Ouvertüre „A Bavarian Easterfestival“ in Zolling zu dirigieren.

## Werke
- 1980 Visions macabre[4]
- 1994 Third Symphony – „The Tragic“ opus 89
  1. Lento – Allegro ritomoco
  2. Scherzo
  3. Fantasia – Mesto (for Natalie)
  4. Finale – Allegro giocoso
- Chorale Prelude on a German Folk Tune opus 61
- Golden Festival Overture Op. 95
- Toccata Fantastica Op. 106
- A Solemn Prelude for Symphonic Band. opus 114
- Alvamar Overture
- Alpine Holiday
- Autumn Soliloquy für Oboe und Blasorchester
- Appalachian Overture
- Breckenridge
- Brooshire Suite
- Caribbean Hideaway
- Centennial Celebration Overture
- Concerto for Tuba and Wind Band
- Danza Sinfonica
- Eagle Bend Overture for Band
- Fantasy Variations on a Theme by Niccolò Paganini
- Fifth Symphony „Phoenix“
- Fourth Symphony „Yellowstone Portraits“ opus 103b
  1. Dawn on the Yellowstone River
  2. Pronghorn Scherzo
  3. Inspiration Point (Tower Falls)
- Foxfire Overture for Symphonic Band
- German Folk Tune
- Heatherwood Portrait
- Invocation and Toccata
- Legend
- Pagan Dances
  1. Ritual
  2. Mystics
  3. The Master of the Sword
- Poetic Intermezzo
- Rhapsodic Essay
- Romanza
- Second Symphony
- Symphony op. 35
- Stone Meadows
- Symphonic Overture
- The Wizard of Oz
- Torch Dance
- Trailridge Saga
- Trumpets and Drums
- Valor
- Westridge Overture
- Yama Midori (Green Mountains)
- Yorkshire Ballad
- A Bavarian Easterfestival
- Eighth Symphony – „for Wangen“ op. 148 (Auftragskomposition anlässlich des 1200-jährigen Jubiläums der Stadt Wangen im Allgäu, Uraufführung am 20. März 2015 in Wangen im Allgäu durch die Stadtkapelle Wangen unter Leitung des Komponisten.)[5]